# Дмитрівська сільська рада (Верхньодніпровський район)
| Дмитрівська сільська рада — орган місцевого самоврядування у Верхньодніпровському районі Дніпропетровської області з адміністративним центром у селі Дмитрівка. Сільській раді підпорядковані населені пункти: - с. Дмитрівка - с. Дідове - с. Доброгірське - с. Кринички - с. Кушнарівка - с. Мар'янівка - с. Мотронівка - с. Новоганнівка - с. Соколове - с. Посуньки |

## Розташування
На півночі територія ради межує із територією Ганнівської сільської ради, на сході — Водянської та Боровківської сільських рад, на півдні та заході — з територією П'ятихатського району.

## Територія
Загальна територія селищної ради — 12 754,2 га. З них:
- Під забудовою — 61,2 га
- Ріллі — 7760,24 га.
- Пасовищ — 1797,17 га.
- Ставків — 32,0 га.

## Склад ради
Головою сільської ради є Костюков Олександр Олександрович (з 12.04.2002). Посаду секретаря ради обіймає Єрандіна Світлана Афанасівна (з ).
Працюють 5 постійних комісій, покликаних врегульовувати різні сфери діяльності громади.

### 5 скликання
За результатами виборів 26 березня 2006 року сформували:
- 6 депутатів від Народної партії;
- 3 депутатів від Партії регіонів;
- 1 депутат від Політичної партії «Всеукраїнське об'єднання „Громада“»;
- 1 депутат від Партії промисловців і підприємців України;
- 5 позапартійних депутатів

З них жінок — 10, чоловіків — 6.

### 6 скликання
За результатами виборів 31 жовтня 2010 року раду сформували:
- 15 депутатів від Партії регіонів;
- 1 депутат з числа самовисуванців.

На момент обрання вищу освіту мають 4 депутатів, 12 — середню.
З них жінок — 9, чоловіків — 7.

## Керівний склад сільської ради
| ПІБ                              | Основні відомості                                                         | Дата обрання | Дата звільнення |
| -------------------------------- | ------------------------------------------------------------------------- | ------------ | --------------- |
| Костюков Олександр Олександрович | Сільський голова, 1961 року народження, освіта, безпартійний              | 26.03.2006   | 31.10.2010      |
| Костюков Олександр Олександрович | Сільський голова, 1961 року народження, освіта вища, член Партії регіонів | 31.10.2010   |                 |

Примітка: таблиця складена за даними джерела

## Виноски
1. ↑  Архівована копія. Архів оригіналу за 14 червня 2015. Процитовано 5 березня 2011.{{cite web}}:  Обслуговування CS1: Сторінки з текстом «archived copy» як значення параметру title (посилання)
2. ↑  Архівована копія. Архів оригіналу за 4 березня 2016. Процитовано 5 березня 2011.{{cite web}}:  Обслуговування CS1: Сторінки з текстом «archived copy» як значення параметру title (посилання)
3. ↑  rada.gov.ua

| Україна | Це незавершена стаття з географії України. Ви можете допомогти проєкту, виправивши або дописавши її. |